# Méthode du point médian

En analyse numérique, la méthode du point médian est une méthode permettant de réaliser le calcul numérique d'une intégrale
{\displaystyle \int _{a}^{b}f(x)\,\mathrm {d} x.}
Le principe est d'approcher l'intégrale de la fonction {\displaystyle f} par l'aire d'un rectangle de base de segment {\displaystyle [a,b]} et de hauteur {\displaystyle f\left({\frac {a+b}{2}}\right)}, ce qui donne :
{\displaystyle R=(b-a)f\left({\frac {a+b}{2}}\right).}
Cette aire est aussi celle du trapèze de base {\displaystyle [a,b]} et dont le côté opposé est tangent au graphe de {\displaystyle f} en {\displaystyle c={\frac {a+b}{2}}}, ce qui explique sa relative bonne précision.
Pour une fonction à valeurs réelles, deux fois continûment différentiable sur le segment {\displaystyle [a,b]}, l'erreur commise est de la forme
{\displaystyle \int _{a}^{b}f(x)\,\mathrm {d} x-(b-a)f\left({\frac {a+b}{2}}\right)={\frac {(b-a)^{3}}{24}}f''(\xi )}
pour un certain {\displaystyle \xi \in [a,b]}. 

## Démonstration
Soit {\displaystyle F} une primitive de {\displaystyle f} sur l'intervalle {\displaystyle [a,b]}, on peut appliquer le théorème de Taylor-Lagrange à la fonction {\displaystyle F} à l'ordre 2 entre les points {\displaystyle t\in [a,b]} et {\displaystyle c={\frac {a+b}{2}}}. Pour tout {\displaystyle t\in [a,b]} il existe {\displaystyle \xi \in [a,b]} tel que 
{\displaystyle F(t)=F(c)+F'(c)(t-c)+{\frac {1}{2}}F''(c)(t-c)^{2}+{\frac {1}{6}}F'''(\xi )(t-c)^{3}}
en particulier en prenant {\displaystyle t=a} puis {\displaystyle t=b}, il existe {\displaystyle \xi _{1},\xi _{2}\in [a,b]} tel que 
{\displaystyle F(b)=F(c)+F'(c)(b-c)+{\frac {1}{2}}F''(c)(b-c)^{2}+{\frac {1}{6}}F'''(\xi _{1})(b-c)^{3}=F(c)+f(c){\frac {b-a}{2}}+{\frac {1}{2}}f'(c)\left({\frac {b-a}{2}}\right)^{2}+{\frac {1}{6}}f''(\xi _{1})\left({\frac {b-a}{2}}\right)^{3}}
et 
{\displaystyle F(a)=F(c)+F'(c)(a-c)+{\frac {1}{2}}F''(c)(a-c)^{2}+{\frac {1}{6}}F'''(\xi _{2})(a-c)^{3}=F(c)+f(c){\frac {a-b}{2}}+{\frac {1}{2}}f'(c)\left({\frac {b-a}{2}}\right)^{2}+{\frac {1}{6}}f''(\xi _{2})\left({\frac {b-a}{2}}\right)^{3}}
En soustrayant les deux égalités on obtient :
{\displaystyle \int _{a}^{b}f(x)\,\mathrm {d} x=F(b)-F(a)=f(c)(b-a)+{\frac {(b-a)^{3}}{24}}\left({\frac {f''(\xi _{1})+f''(\xi _{2})}{2}}\right)}
Le théorème des valeurs intermédiaires garantit alors l’existence d'un réel {\displaystyle \xi \in [a,b]} telle que 
{\displaystyle {\frac {f''(\xi _{1})+f''(\xi _{2})}{2}}=f''(\xi )}.

## Sur une subdivision de l'intervalle
En découpant l'intervalle {\displaystyle [a,b]} en {\displaystyle n} segments {\displaystyle [a_{k},a_{k+1}]} de même longueur {\displaystyle h={\frac {b-a}{n}}} et en appliquant la formule précédente sur chacun des petits segments {\displaystyle [a_{k},a_{k+1}]} où  {\displaystyle a_{k}=a+kh} pour {\displaystyle k\in \{0,1,2,...,n-1\}} on obtient  
{\displaystyle \left|\int _{a_{k}}^{a_{k+1}}f(x)\,\mathrm {d} x-hf\left(a_{k}+{\frac {h}{2}}\right)\right|\leq {\frac {(a_{k+1}-a_{k})^{3}}{24}}M_{2}} avec {\displaystyle M_{2}={\text{sup}}_{[a,b]}|f''|}
En sommant sur {\displaystyle k} on obtient
{\displaystyle {\begin{aligned}\left|\int _{a}^{b}f(x)\,\mathrm {d} x-h\sum _{k=0}^{n-1}f\left(a_{k}+{\frac {h}{2}}\right)\right|&=\left|\sum _{k=0}^{n-1}\left(\int _{a_{k}}^{a_{k+1}}f(x)\,\mathrm {d} x-hf(a_{k}+{\frac {h}{2}})\right)\right|\\&\leq \sum _{k=0}^{n-1}\left|\int _{a_{k}}^{a_{k+1}}f(x)\,\mathrm {d} x-hf(a_{k}+{\frac {h}{2}})\right|\\&\leq \sum _{k=0}^{n-1}{\frac {(a_{k+1}-a_{k})^{3}}{24}}M_{2}\\&\leq {\frac {h^{3}}{24}}M_{2}\sum _{k=0}^{n-1}1={\frac {M_{2}}{24}}\left({\frac {b-a}{n}}\right)^{3}n={\frac {M_{2}(b-a)^{3}}{24n^{2}}}\end{aligned}}}

## Remarques
L'erreur est deux fois plus petite que celle donnée par la méthode des trapèzes.
Cette méthode est un cas des formules de Newton-Cotes, où le polynôme d'interpolation est de degré {\displaystyle 0}. Elle est exacte pour les polynômes de degré inférieur ou égal à {\displaystyle 1}.